# Mitsunari Kanai
Mitsunari Kanai (金井満也; Mandžukuo, 1939. – Kanada, 28. ožujka 2004.), japanski majstor borilačkih vještina. Izravni je učenik Moriheija Ueshibe. Nositelj je 8. Dana u aikidu.

## Životopis
Mitsunari Kanai je bio u jednoj od posljednjih skupina koji su bili učenici Moriheija Ueshibe. U Hombu dojo je ušao 1958. godine kao uchi-deshi. Preselio se u Sjedinjene Američke Države 1966. godine kada je imao 4. Dan, a potom je osnovao u gradu Cambridge, u državi Massachusetts, svoj dojo New England Aikikai. Kanai je imao ključnu ulogu u ranom razvoju aikida u Sjedinjenim Američkim Državama i Kanadi. Držao je seminare širom Sjedinjenih Američkih Država, Kanade i Europe. Bio je jedan od osnivača i tehnički ravnatelj i Aikido federacije Sjedinjenih Američkih Država (USAF) i Kanadske aikido federacije (CAF).
Mitsunari Kanai je također bio vješt i u iaido-u. Svoje starije učenike je podučavao ovoj vještini, od kojih mnogi imaju Dan zvanja i u iaidu i u aikidu. Također je bio izuzetno cijenjen zbog svojih vještina obrade metala i dubokog povijesnog znanja o japanskom maču, katani, zbog čega je ponekad služio kao specijalni savjetnik za istočnoazijsku zbirku u obližnjem Muzeju likovnih umjetnosti u Bostonu.
Umro je u Kanadi 2004. godine. Na području Bostona, njegovi stariji i dalje upravljaju New England Aikikaijem, kao i dojo-ima Framingham Aikikai, Boston Aikikai i Aikido Tekkojuku u Bostonu. Njegovi studenti također vode sveučilišne aikido klubove na Sveučilištu Harvard, Massachusetts Institute of Technology i Sveučilištu Tufts. Osim Bostona, njegovi studenti vode dojo-e u mnogim gradovima diljem SAD-a i Kanade, uključujući Providence, Portland, Toronto, North Vancouver i Montreal.

## Vanjske povezice
- Mitsunari Kanai  Arhivirana inačica izvorne stranice od 27. studenoga 2020. (Wayback Machine)